# Unitia
Korporacja Akademicka Unitia – korporacja akademicka założona w 1922, skupiała studentki uczelni wyższych w Poznaniu. W zasadniczych zrębach ideowych i organizacyjnych opierała się na dorobku polskiego ruchu korporacyjnego akademików.

## Historia
Uroczystość nadania barw miała miejsce 4 lutego 1931 r. w sali Warszawianki. Aktu pasowania dokonał Kazimierz Niziński rycerz korporacji w towarzystwie swojego współkomiltona Stefaniaka. Po pasowaniu przemawiał Jan Wyganowski w imieniu redakcji „Życia Młodzieży Akademickiej”. Przemówienie przedstawiające cele korporacji wygłosiła prezeska Zofia Słuszkiewiczówna. Uroczystość uświetniła koncertem M. Ważanka. Przemówienie kol. Stefaniaka oraz odśpiewanie Gaudeamus zakończyło uroczystość.

## Cele
- Przygotowanie członkiń do pracy obywatelskiej
- Praca społeczna

## Insygnia i odznaki
Barwy korporacji:
- Biały – cześć kobiety,
- Niebieski – przyjaźń,
- Złoty – jedność.

Dewiza: Unitate et labore ad potestatem et gloriam patriae – Jednością i pracą dla potęgi i chwały Ojczyzny
Dekiel: koloru białego.

## Skład pierwszego Prezydium
- Prezes – Zofia Słuszkiewiczówna
- Wiceprezes – Z. Dziewicka
- Sekretarz – M. Izbańska
- Skarbnik – M. Ważanka
- Wychowawczyni – Halina Dresiewiczówna

Niereaktywowana